# Parodia arnostiana
Parodia arnostiana ist eine Pflanzenart aus der Gattung Parodia in der Familie der Kakteengewächse (Cactaceae). Das Artepitheton arnostiana ehrt den tschechischen Kakteenliebhaber Arnost Janousek.

## Beschreibung
Parodia arnostiana wächst einzeln und sprosst nur selten. Die grünen bis dunkelgrünen abgeflacht bis flach kugelförmigen Triebe erreichen Wuchshöhen von 4 bis 6 Zentimeter und Durchmesser von 4 bis 8 Zentimeter. Der Triebscheitel ist eingesenkt und unbedornt. Die 21 bis 30 Rippen sind spiralförmig angeordnet. Die auf ihnen befindlichen kreisrunden Areolen sind weiß bewollt. Die ein bis drei gelblich braunen bis bräunlich roten Mitteldornen weisen Längen von 0,5 bis 2 Zentimeter auf und sind häufig nur schwierig von den Randdornen zu unterscheiden. Die zwölf bis 16 gebogenen, trüb strohgelben bis bräunlich roten Randdornen sind bis zu 7 Millimeter lang.
Die schwefelgelben Blüten erreichen Durchmesser von 7 bis 7,5 Zentimeter und Längen von bis zu 6 Zentimeter. Ihr Perikarpell und die Blütenröhre sind mit weißer Wolle und braunen Haaren besetzt. Die Narbe ist dunkelrot. Die grünen kugelförmigen Früchte sind 1,6 bis 1,8 Zentimeter lang und weisen Durchmesser von 1,2 bis 1,4 Zentimeter auf. Die Früchte enthalten mützenförmige schwarze Samen, die gehöckert sind.

## Verbreitung, Systematik und Gefährdung
Parodia arnostiana ist im brasilianischen Bundesstaat Rio Grande do Sul verbreitet.
Die Erstbeschreibung als Notocactus arnostianus durch Kamil Lisal und Jiri Kolarik wurde 1986 veröffentlicht. Andreas Hofacker stellte die Art 1998 in die Gattung Parodia. Ein nomenklatorisches Synonym ist Ritterocactus arnostianus (Lisal & Kolarik) Doweld (1999).
In der Roten Liste gefährdeter Arten der IUCN wird die Art als „Critically Endangered (CR)“, d. h. als vom Aussterben bedroht geführt.

## Nachweise